# Palazzo Malta

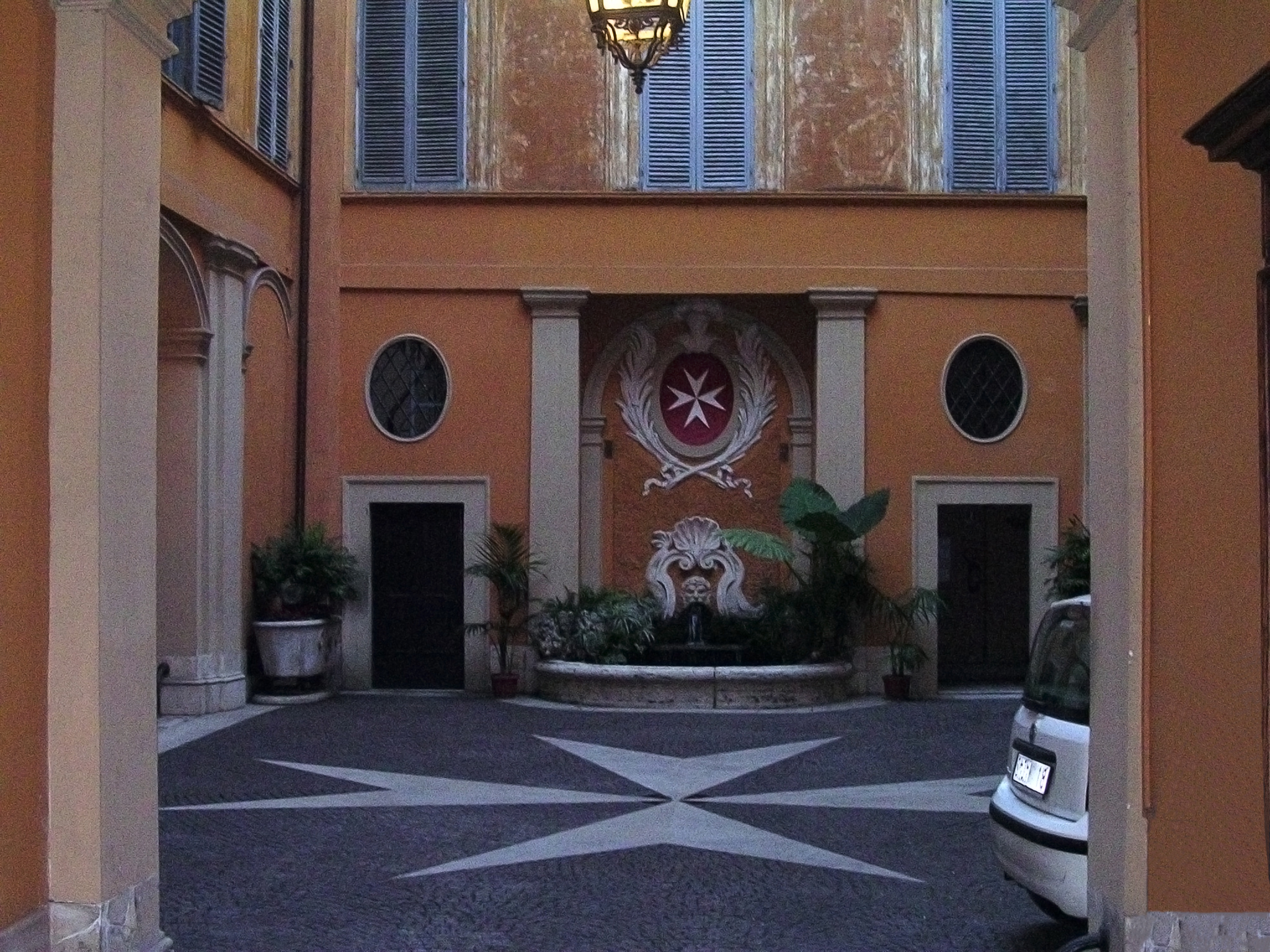
Palazzo di Malta

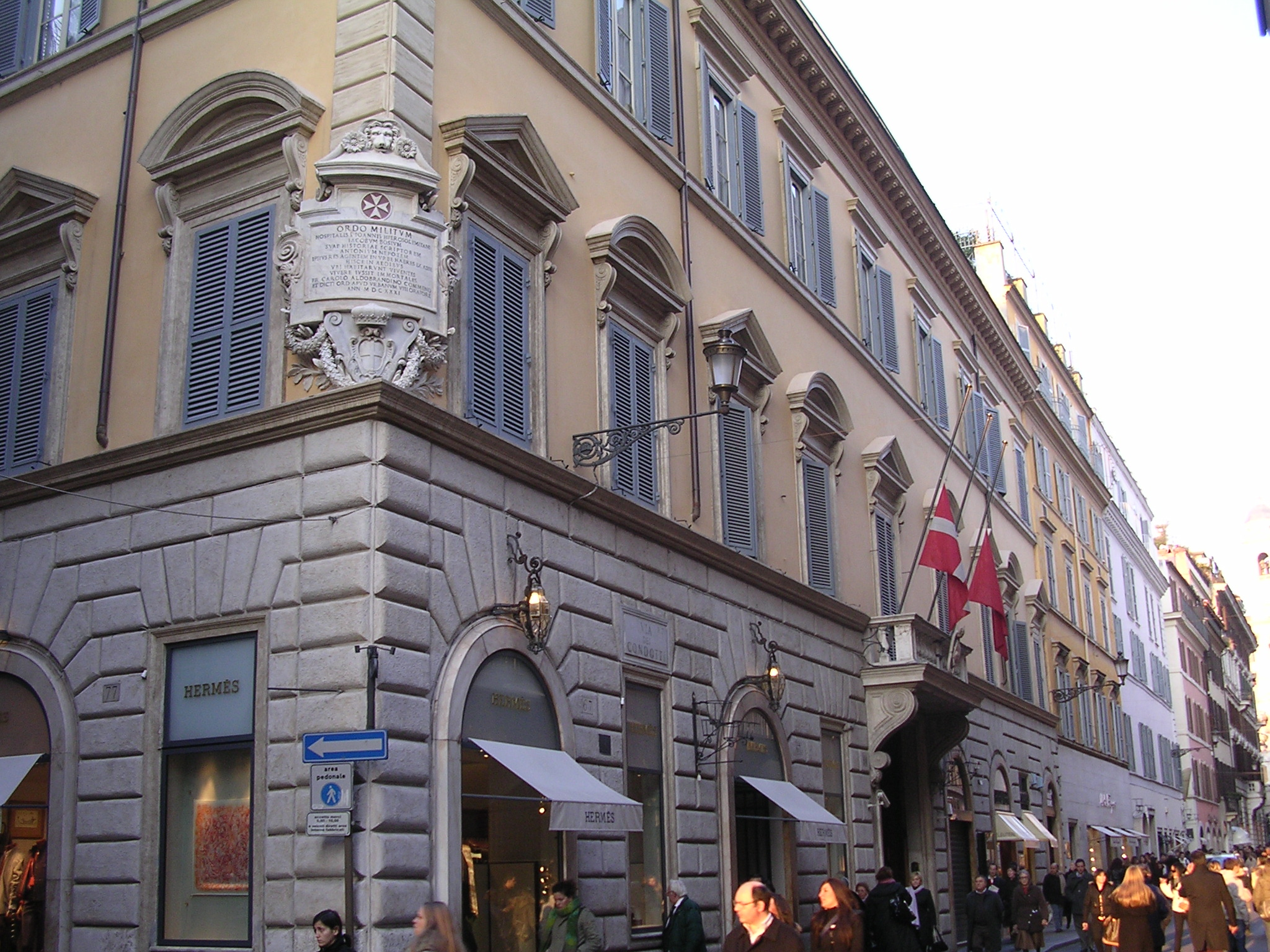
Via dei Condotti 68, Palazzo di Malta

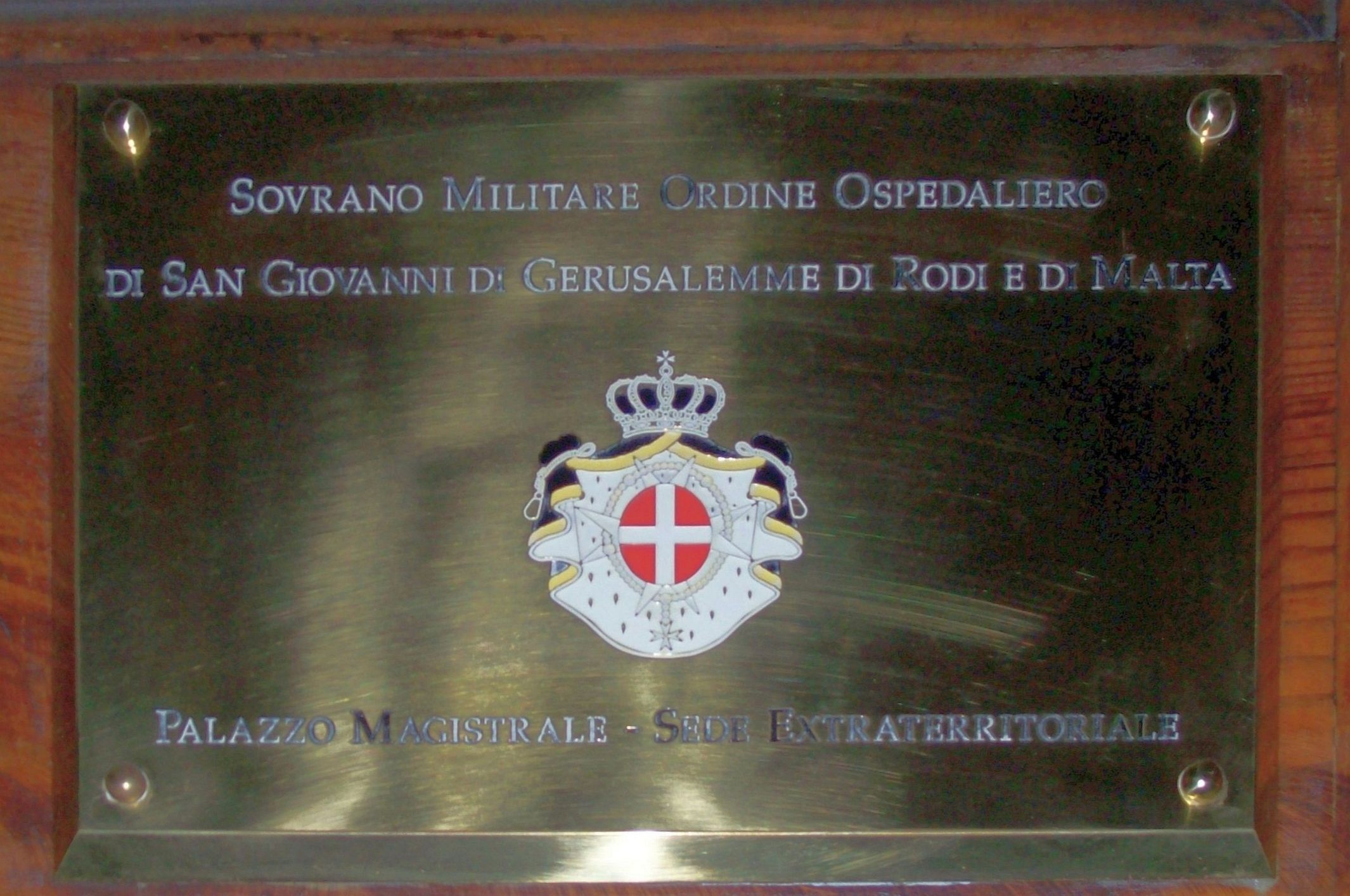
Plaquette bij de ingang

Het Palazzo Malta (ook Palazzo di Malta of Palazzo dell'Ordine di Malta) is het belangrijkste van de twee hoofdkwartieren van de Maltezer Orde, een soevereine, religieuze orde van de Rooms-Katholieke Kerk. Het Palazzo Malta ligt aan Via Condotti 68 in Rome, op enkele minuten van de Spaanse Trappen. Het heeft een extraterritoriale status van de Italiaanse overheid en is eigendom van de Orde.

## Historische context
Antonio Bosio, een Italiaans archeoloog wiens vader de vertegenwoordiger van de Maltezer Orde bij de Heilige Stoel was, kocht een gebouw aan de toenmalige Via Trinitatis, wat later het Palazzo Malta zou worden. Na zijn dood in 1629 liet hij het na aan de Maltezer Orde. Tot 1834 werd het gebouw gebruikt als residentie voor de ambassadeur van de Orde bij de Heilige Stoel.
Op 27 juni 1798 werd Valletta, de hoofdstad van de Orde van Malta ingenomen door de Franse troepen van Napoleon Bonaparte. Het eiland was aan de Maltezer Orde gegeven door keizer Karel V in 1530.
Napoleon liet op het eiland zelfaangestelde functionarissen met een redelijk garnizoen achter. Op 5 september 1800 werd het eiland ingenomen door het Verenigd Koninkrijk Malta werd officieel een Britse kolonie op 30 maart 1814 bij de ondertekening van het Verdrag van Parijs.
Derhalve bleef de Maltezer Orde zonder territoriaal gebied achter, en werd ze praktisch verlaten. De orde werd echter in 1834 hersteld met de nieuwe naam Sovrano Militare Ordine Ospedaliero di San Giovanni di Gerusalemme di Rodi e di Malta (Soevereine Militaire Hospitaliter Orde van de Heilige Johannes van Jeruzalem van Rhodos en van Malta) of simpelweg de Soevereine Militaire Orde van Malta, SMOM. Het nieuwe hoofdkwartier werd opgezet in het Palazzo Malta. In 1869 verkregen het Palazzo Malta en het andere hoofdkwartier van de Orde, Villa Malta, extraterritoriale status van Italië.
Het gebouw werd van 1889 tot 1894 gerenoveerd en geherstructureerd, waarbij de oorspronkelijke karakteristieken voor het grootste deel werden behouden.
Vandaag de dag worden deze erkend door meer dan 100 landen als het hoofdkwartier van een soevereine entiteit, en worden wederzijdse diplomatieke relaties onderhouden.
Op 11 maart 2008 trad Matthew Festing aan als 19e prins en grootmeester van de SMOM aan, en resideert hij in Palazzo Malta samen met het grootste deel van de regerings- en administratieve diensten van de Orde.